# IF Vallentuna BK
Der IF Vallentuna BK ist ein schwedischer Eishockeyklub aus Vallentuna. Die Mannschaft spielt in der drittklassigen Hockeyettan.

## Geschichte
Der Verein nahm in den 1980er und 1990er Jahren regelmäßig an der damals noch zweitklassigen Division 1 teil. In der Saison 1999/2000 trat Vallentuna in der nach einer Neuordnung des Ligensystems nur noch drittklassigen Division an. Aus dieser gelang der Mannschaft auf Anhieb der Aufstieg in die neue zweite Spielklasse, die HockeyAllsvenskan, aus der man jedoch umgehend abstieg. Bereits in der Saison 2001/02 gelang der direkte Wiederaufstieg in die HockeyAllsvenskan. In der Saison 2003/04 folgte ein weiterer Abstieg in die Division 1. Seither spielt Vallentuna in der inzwischen Hockeyettan genannten Spielklasse.

## Bekannte ehemalige Spieler
- Erik Andersson
- Leif Holmgren